# Santiago de los Caballeros (Zamora)

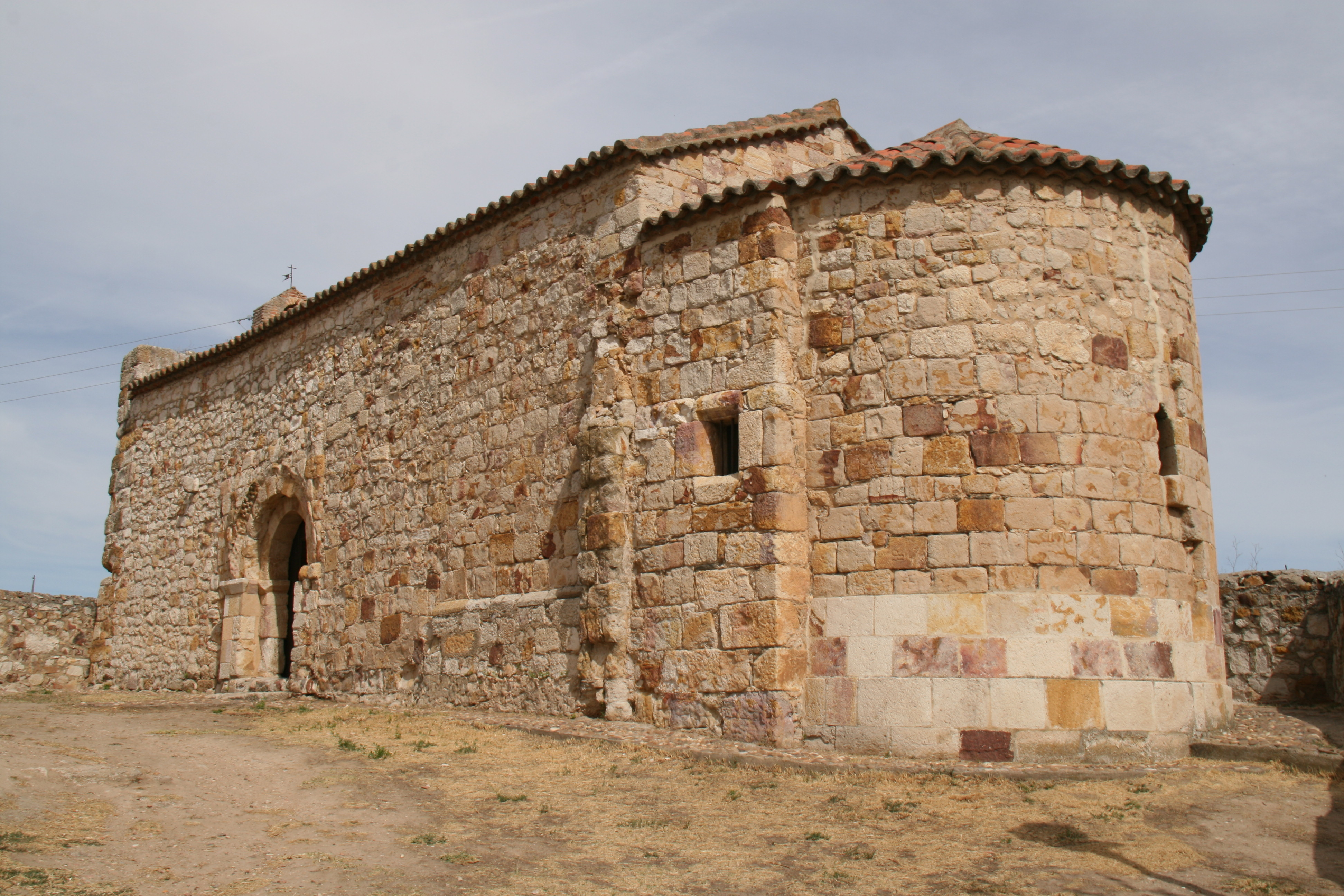
Kirche Santiago de los Caballeros in Zamora

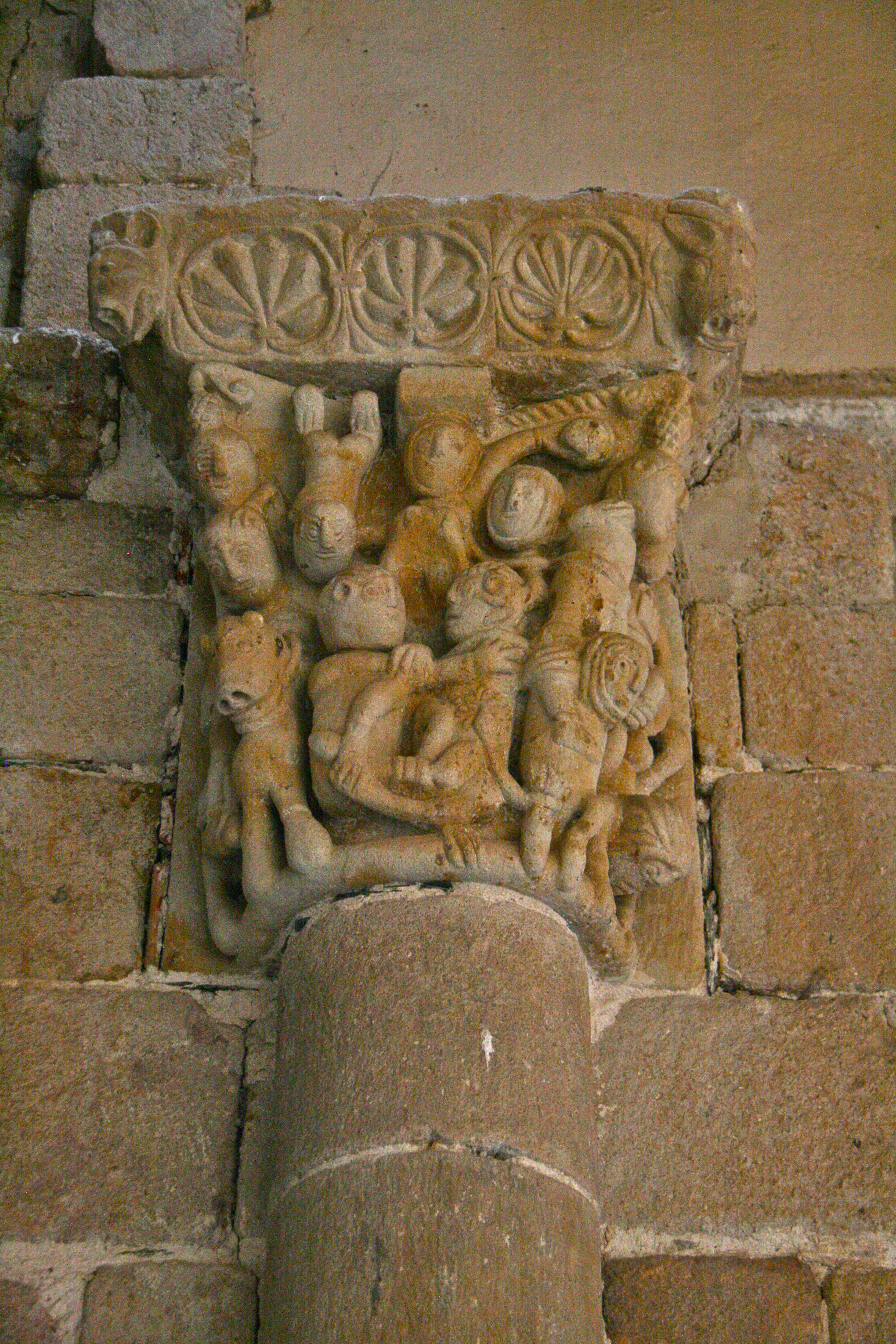
Kapitell mit verschlungenen Menschenleibern

Die römisch-katholische Kirche Santiago de los Caballeros in Zamora, der Hauptstadt der gleichnamigen Provinz in der Autonomen Region Kastilien-León in Spanien, wurde wahrscheinlich im 11. Jahrhundert errichtet und ist ein geschütztes Baudenkmal (Bien de Interés Cultural).

## Lage
Die Kirche befindet sich außerhalb des Stadtzentrums von Zamora etwa 200 m westlich des wahrscheinlich bereits im 11. Jahrhundert erbauten Castillo. 

## Beschreibung
Die dem Apostel Jakobus (spanisch Santiago) geweihte romanische Kirche gehörte lange Zeit dem Domkapitel des Bistums Zamora. Laut einer Legende soll in der Kirche El Cid von König Ferdinand I. zum Ritter geschlagen worden sein.
Die einschiffige Kirche besitzt einen Glockengiebel (espadaña) über der portal- und schmucklosen Westfassade; sie endet in einer halbrunden Apsis. Im nur von einem offenen Dachstuhl überspannten fensterlosen Kirchenschiff sind acht bemerkenswerte Kapitelle aus dem 11. Jahrhundert mit den Darstellungen von Adam und Eva sowie von Vögeln, Löwen und Pflanzenmotiven zu sehen. Die Apsis ist kalottengewölbt und hat ein kleines Fenster.